# 間宮八重
間宮 八重（まみや やえ、1866年（慶応2年） - 1958年（昭和33年）1月12日）は、日本の医師、農場経営者。　

## 来歴
陸奥国石川郡（現在の福島県棚倉町）生まれ。東京女子師範学校（現お茶の水女子大学）卒業後、済生学舎（日本医科大学）にて医学を学び、1887年（明治20年）医師前期試験に合格、1890年（明治23年）医術開業試験に合格。1891年（明治24年）内務省医籍登録。1892年（明治25年）本郷に医院を開業した。荻野吟子や吉岡彌生とならぶ明治時代初期の女性医師の一人である。
1899年（明治32年）、兄の北海道庁在職中の部下であった林田成一と結婚。1908年（明治41年）、夫が入植していた北海道十勝郡生剛村（現在の北海道十勝郡浦幌町字幾千世）へ移り、以後農場経営の一翼を担いながら、家屋の一部を診療所とし、無医村だった生剛村で病人の治療にあたった。以後、夫と長男が急死するも十勝において間宮農場の経営を続ける。80歳を過ぎるまで医師をまっとうし、83歳で麻雀を覚えたという逸話が残る。1953年（昭和28年）11月東京に戻り、1958年（昭和33年）1月12日）逝去。